# بيتر جاكوبس (أستاذ جامعي)
بيتر دانيال ألكسندر جاكوبس الحاصل على وسام كندا (ولد في 3 ديسمبر 1939)، مهندس مناظر طبيعية كندي، متخصص في الحفاظ على المناظر الطبيعية الريفية والشمالية وتطويرها وفي تصميم المناظر الطبيعية الحضرية. يشغل منصب أستاذ فخري في كلية التخطيط وعمارة المناظر الطبيعية في جامعة مونتريال، والرئيس الفخري للجنة التخطيط البيئي التابعة للاتحاد الدولي لحفظ الطبيعة (IUCN)، والرئيس السابق للجمعية الكندية لمهندسي المناظر الطبيعية (CSLA)، ورئيس لجنة جودة البيئة في كاتيفيك (منذ عام 1979) وعضو الأكاديمية الملكية الكندية للفنون.

## السيرة الذاتية
ولد جاكوبس في مونتريال في 3 ديسمبر 1939، ووالداه من سكان مدينة نيويورك: تخرج جاكوب جوزيف جاكوبس من جامعة نيويورك كمهندس كيميائي وتخرجت فرانسيس ألكسندر من كلية بارنارد للغات القديمة. عُزز اهتمامه بالطبيعة والمناظر الطبيعية خلال رحلات العائلة الصيفية إلى المحيط والغابات الشمالية الكندية. استمد التزامه بالمناظر الحضرية من تجربته في التنوع الثقافي والطاقة الاجتماعية البهيجة لمونتريال. متزوج من إيلين فينبيرغ جاكوبس، الأستاذة الفخرية بجامعة كونكورديا في مونتريال.
تخرج جاكوبس من كلية أنطاكية بدرجة البكالوريوس في الهندسة والفنون الجميلة (1961). واصل دراسته في كلية هارفارد للدراسات العليا للتصميم، حيث حصل على درجة الماجستير في الهندسة المعمارية (1964) ثم درجة الماجستير في هندسة المناظر الطبيعية (1968)، ثم تابع برنامجًا للدراسات الخاصة في علم البيئة البشرية في جامعة دالهاوسي في نوفا سكوشيا في الهند.
تابع جاكوبس حياته المهنية والأكاديمية بعد إتمام دراسته. ركز بعد ممارسة الهندسة المعمارية لأول مرة، على تخطيط المناظر الطبيعية والتصميم الحضري. رُقي في عام 1971 إلى أستاذ مساعد وفي عام 1979 إلى درجة الأستاذية الكاملة في كلية هندسة المناظر الطبيعية بجامعة مونتريال. كان المدير الأول للكلية (1978) وأول معاون عميد للشؤون العلمية في كلية التخطيط (1977-1984)، وعُيّن أستاذًا فخريًا عام 2016.
بيتر جاكوبس زميل ورئيس سابق للجمعية الكندية لمهندسي المناظر الطبيعية (CSLA) (1978-1980)، وزميل في الجمعية الأمريكية لمهندسي المناظر الطبيعية (ASLA)، وعمل كمندوب كندي في الاتحاد الدولي لمهندسي المناظر الطبيعية (IFLA) (1986-1995). عُيّن في عام 2016 رئيسًا لمجلس مونتريال للتراث وعضوًا في وسام كندا.

## الإنجازات والمساهمات الهامة

### التطوير التربوي لمجال جديد في الدراسات
يعتمد تعليم جاكوبس على هيكل المشهد الحضري والريفي والمعنى المرتبط بهما بالإضافة إلى استخدام معايير مثل الانتماء والإنصاف والنزاهة في تصميم شكل المناظر الطبيعية. دُعي بيتر جاكوبس نظرًا لخبرته، لتقييم العديد من البرامج الأكاديمية في كندا وإسرائيل وكولومبيا وفرنسا والصين وإسبانيا. قدم دورات مكثفة وإستوديوهات تصميم في أكثر من 50 جامعة حول العالم.
ركزت أنشطته البحثية والمجتمعية على التنمية المستدامة والعادلة، والحفاظ على المناظر الطبيعية بالتعاون مع الاتحاد الدولي لحفظ الطبيعة، ولجنة جودة البيئة في كاتيفيك كرئيس للجنة منذ عام 1979، وكرئيس للمجلس الاستشاري العام للتقرير الكندي لحالة البيئة (1991). 

### علاقة المناظر الطبيعية والثقافة
يرتبط أحد مجالات البحث الرئيسية التي طورها جاكوبس بتأثير الثقافة والقيم الثقافية على تصور المناظر الطبيعية وإدارتها. قدمت العديد من البعثات الدولية في إفريقيا وأمريكا اللاتينية وأستراليا وأوروبا والمواقع في القطب الشمالي في كيبيك الشمالية، مجموعة غنية من الظروف والتجارب التي تساهم في تنوع وجهات النظر الثقافية حول كيفية إدراك المناظر الطبيعية وإدارتها.
قدمت زياراته البحثية المطولة إلى دمبارتون أوكس كرئيس لكبار الزملاء في برنامج دراسات المناظر الطبيعية والحدائق وبعد ذلك كزميل متميز لبياتريكس فاراند، مواد إضافية يمكن من خلالها تقييم الرؤى الثقافية المتنوعة للمناظر الطبيعية. 